# Акратия

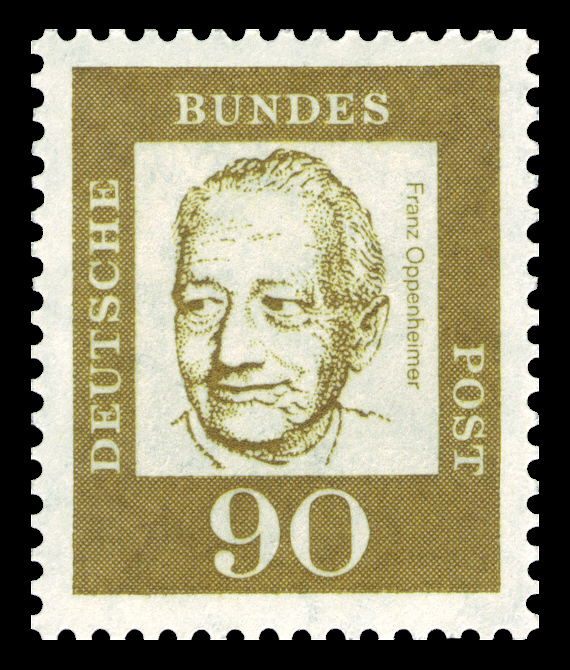
Оппенгеймер, Франц

Акратия (греч. α — префикс отрицания + κρατία, — власть) — термин, введенный немецким социологом Францем Оппенгеймером в своей работе «Теория демократии» и означающий отмену политического классового общества. Поскольку господство никогда не было чем-то иным, кроме как «правовой формой экономической эксплуатации», акратия основывается на «идеале общества, избавленного от любой экономической эксплуатации». Отмена политического классового общества предполагает его экономическое преодоление. Оппенгеймер считал, что «место „Государства“ в будущем, должно занять свободное „Общество“, руководствующееся самоуправлением».
По словам Оппенгеймера, акратия — это «идеал общества, освобождённого от всякой экономической эксплуатации». Все слабости демократии возникают из-за олигократических пережитков додемократических времён.
Термин «Демократия» выражает претензию на совместное правление народа (Demos), но теоретически нечёток, так как разрастание совместного правительства на основе самоуправления логически отталкивает осуществляемое меньшинством господство (Kratie). Народное правление определяется так:

Господство никогда не было чем иным, как юридической формой экономической эксплуатации. <…> Теперь, когда невозможно использовать «власть над собой» для собственной эксплуатации, (…) доказано, что, при полной реализации принципа демократии, демократия перестаёт быть кратией и становится акратией".

Все слабые стороны демократии обусловлены лишь олигократическими пережитками додемократического периода.
Франц Оппенгеймер так же посмертно печатался в анархическом журнале «Акратия», издаваемом с 1973 по 1981 годы, швейцарским анархистом Хейнером Кёхлином.